# Anton Golotsutskov
Anton Sergejevitj Golotsutskov (ryska: Антон Сергеевич Голоцуцков), född den 28 juli 1985 i Tomsk-7 i Sovjetunionen (nu Seversk i Ryssland), är en rysk gymnast.
Han tog OS-brons i hopp och OS-brons i fristående i samband med de olympiska gymnastiktävlingarna 2008 i Peking.